# Rio Pacuí (vattendrag i Brasilien, Minas Gerais, lat -15,08, long -43,32)
Rio Pacuí är ett vattendrag i Brasilien.   Det ligger i delstaten Minas Gerais, i den östra delen av landet, 500 km öster om huvudstaden Brasília.
Omgivningarna runt Rio Pacuí är huvudsakligen savann. Runt Rio Pacuí är det mycket glesbefolkat, med 7 invånare per kvadratkilometer.